# Tomášov
Tomášov es un municipio del distrito de Senec en la región de Bratislava, Eslovaquia, con una población estimada a final del año 2024 de 2857 habitantes.
Se encuentra ubicado al sureste de la región, en el valle del río Morava y cerca de la frontera con la región de región de Trnava y con Austria.

## Demografía
| Año        | 1994 | 2004    | 2014     | 2024     |
| ---------- | ---- | ------- | -------- | -------- |
| Población  | 2029 | 2142    | 2467     | 2857     |
| Diferencia |      | +5,56 % | +15,17 % | +15,80 % |

| Año        | 2023 | 2024    |
| ---------- | ---- | ------- |
| Población  | 2814 | 2857    |
| Diferencia |      | +1,52 % |